# Chrysler Royal (Australia)
La Royal è un'autovettura full-size prodotta dalla Chrysler dal 1957 al 1963 per il mercato australiano. Il nome "Royal" era però associato alla sola versione berlina. Le altre versioni del modello avevano un nome differente. Quello della familiare era Chrysler Plainsman, mentre la denominazione della coupé era Chrysler Wayfarer. Della Royal ne fu anche prodotta una versione ambulanza. La Royal australiana era completamente diversa dall'omonimo modello Chrysler prodotto dal 1933 al 1950 negli Stati Uniti d'America.

## Storia

### La serie AP1
La prima versione della Chrysler Royal, la AP1, fu introdotta nel maggio del 1957 e venne basata su alcuni modelli Plymouth degli anni cinquanta. La Royal, secondo i piani iniziali, doveva essere affiancata da altre vetture del gruppo Chrysler. Questa gamma avrebbe dovuto avere in comune il design. In particolare, erano programmate la Plymouth Cambridge, la Plymouth Cranbrook, la Dodge Kingsway e la DeSoto Diplomat. La sigla associata a questi modelli doveva essere AD1 per la Kingsway, AS1 per la DeSoto e AP1 per la Plymouth. In seguito, durante la fase del loro sviluppo, la Chrysler decise di produrre solo la Royal, cioè un modello il cui nome richiamava una vettura venduta fino a pochi anni prima negli Stati Uniti. La sigla di questa serie, "AP", significava "Australian Plymouth".
La AP1 fu prodotta in versione berlina quattro porte, familiare quattro porte e coupé due porte. I motori installati all'esordio furono due sei cilindri in linea da 3,8 L e 4,1 L che vennero associati, rispettivamente, ad un cambio manuale e ad una trasmissione automatica. In seguito fu aggiunto un V8 da 5,1 L. Quest'ultima versione fu comune nell'Australia meridionale come auto della polizia. Tali vetture erano utilizzate soprattutto per pattugliare le autostrade. 

### La serie AP2

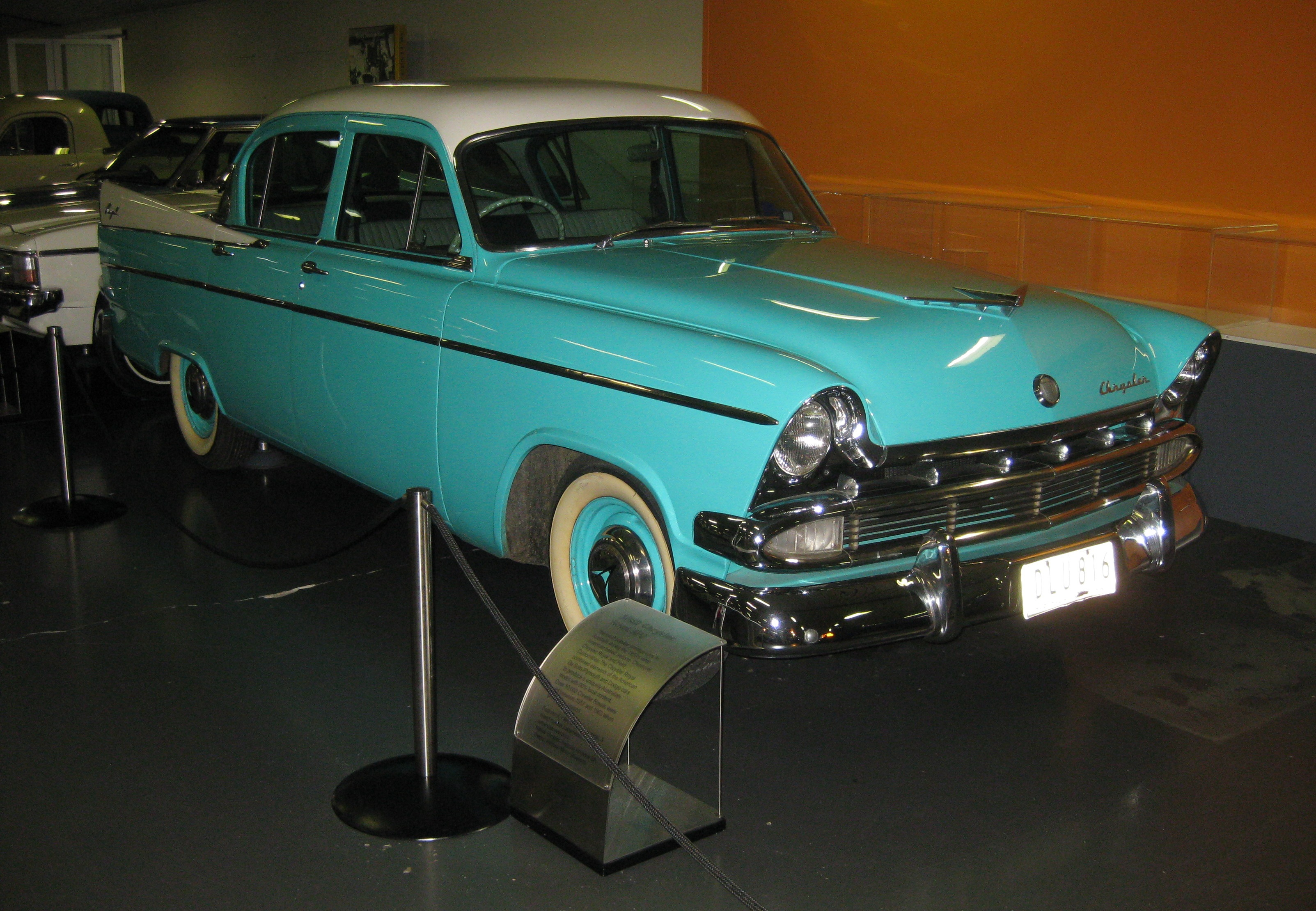
Una Chrysler Royal AP2

Alla fine del 1958 fu introdotta la nuova serie, a cui fu dato il nome di AP2. Rispetto alla serie precedente, furono modificate la calandra e la parte posteriore. Le versioni di carrozzeria offerte erano le medesime della serie precedente. La versione familiare fu poi tolta dalla gamma. Anche i motori furono confermati. 

### La serie AP3

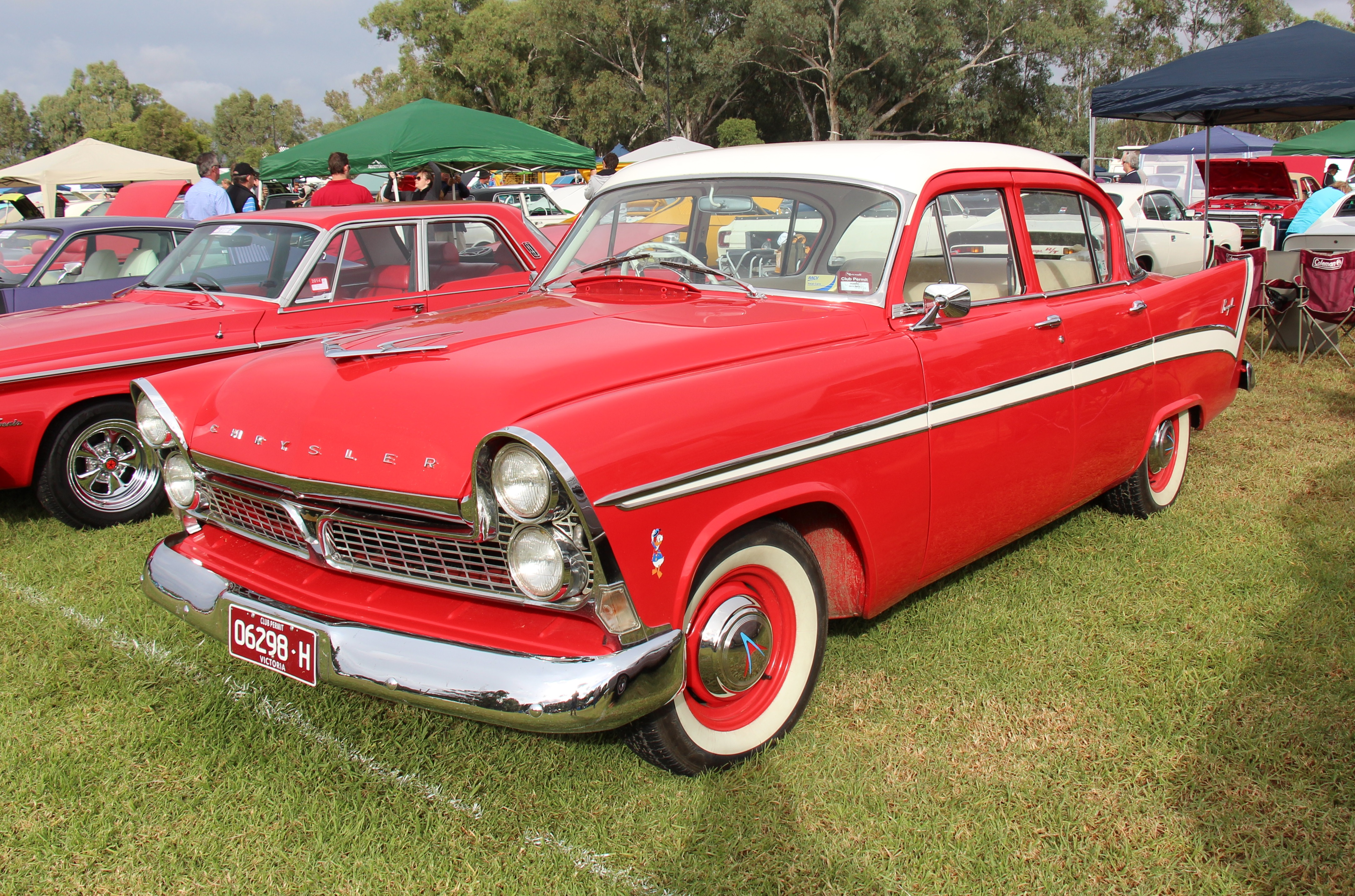
Una Chrysler Royal AP3 del 1962

L'ultima serie di Royal fu introdotta nel 1960. Rispetto alla generazione precedente, furono modificati i fanali anteriori e quelli posteriori. Ora assomigliavano a quelli dei modelli DeSoto contemporanei. Nell'occasione, fu lanciata una nuova trasmissione automatica. I motori vennero confermati, mentre le uniche due carrozzerie disponibili furono la berlina e la familiare. La produzione della Royal cessò definitivamente nel 1963.